# Wolfgang Ratz
Wolfgang Ratz (* 12. Januar 1959 in Bilbao, Spanien) ist ein österreichischer Schriftsteller.

## Leben
Wolfgang Ratz wurde in Bilbao im Baskenland geboren. Er verbrachte die Kindheit in Wien und absolvierte ein Übersetzerstudium für Spanisch, Englisch und Französisch sowie Malerei und Graphik an der Wiener Hochschule für Angewandte Kunst. Heute arbeitet Ratz als freier Schriftsteller, literarischer Übersetzer, Maler und Liedermacher in Wien. Er schreibt Lyrik, Prosa und literaturkritische Rezensionen. Beiträge auf Deutsch und Spanisch erschienen in Literaturzeitschriften (z. B. Literarisches Österreich, Die Furche, Literaricum, Galicia Hoxe, Diario de Querétaro) und Anthologien. 1991 erhielt er den 3. Preis für Lyrik des P.E.N.-Club Liechtenstein, 1996 eine mención de honor beim Literaturpreis des dreisprachigen lateinamerikanischen Kulturmagazins Xicóatl, 2006 den 2. Preis der International Poetry Competition - German, des Feile Filíochta Dublin.
Wolfgang Ratz ist Mitglied der Grazer Autorinnen Autorenversammlung, Gründungsmitglied der ALA (Lateinamerikanische AutorInnen in Österreich) und ehemaliges Vorstandsmitglied des Österreichischen Schriftstellerverbandes.

## Werke
- Hoja rota/Zerrissenes Blatt, Lyrik spanisch-deutsch (mit Javier Tafur), Verlag Cuadernos negros, Calarcá 2007
- El idioma de las hormigas / Die Sprache der Ameisen, Lyrik spanisch-deutsch, Verlag Vitrales de Alejandría, Caracas 2004, ISBN 980-6480-23-6
- Poesía entre dos mundos: antología ALA, Lyrik (Hrsg.), Edition Doppelpunkt, Wien 2004, ISBN 3-85273-177-1
- Zimt und Metall, Lyrik, Verlag G. Grasl, Baden bei Wien 2002, ISBN 3-85098-259-9
- 1492-keine Wahrheit ist auch eine Klarheit, Theaterstück (Aufführung durch Theatergruppe CCC auf Spanisch), Wien 1992